# هری اکرمن
هری اَکِرمن (انگلیسی: Harry Ackerman؛ ۱۷ نوامبر ۱۹۱۲ – ۳ فوریهٔ ۱۹۹۱) تهیه‌کننده تلویزیونی اهل ایالات متحده آمریکا بود.
وی مدتی معاونِ شبکهٔ تلویزیونی «سی‌بی‌اس»، مدیر تبلیغاتی شرکت وی‌ام‌ال وای‌اندآر و همچنین معاون شرکت تولید فیلمِ «اسکرین جمز» بود.
از فیلم‌ها یا مجموعه‌های تلویزیونی که وی در آن‌ها نقش داشته است می‌توان به راهبه پرنده اشاره نمود. او در تولید و ساخت آثار دیگری چون شلیک مستقیم به لینکلن نقش مهمی داشت.